# Hartigia
Hartigia – rodzaj błonkówek z rodziny ździeblarzowatych.
Rodzaj ten wprowadził w 1839 roku Jørgen Matthias Christian Schiødte.
Błonkówki te mają silnie wydłużone ciało. Ich czułki mają niepogrubione wierzchołki, a ich trzeci człon jest nie krótszy od czwartego. Odległości między nasadami czułków są nie większe niż odległości między tymi nasadami a dolnymi jamkami tentorialnymi. W lewej żuwaczce ząbek środkowy uległ redukcji lub zanikowi. Pazurki stóp nie mają ostrego płata nasadowego. Tylna para odnóży ma na goleniach jedną ostrogę wierzchołkową. U samców płytka subgenitalna jest równomiernie zwężona ku szczytowi.
Larwy żerują drążąc korytarze w pędach roślin z rodziny różowatych.
Rodzaj holarktyczny, znany także z Polski. Należą tu gatunki:
- Hartigia agilis (F. Smith, 1874)
- Hartigia albotegularis Wei & Nie, 1996
- Hartigia algirica (André, 1881)
- Hartigia bicincta (Provancher, 1875)
- Hartigia cheni Wei & Nie, 1999
- Hartigia coreana Takeuchi, 1938
- Hartigia cowichana Ries, 1937
- Hartigia elevata Maa, 1944
- Hartigia epigona Zhelochovtsev, 1961
- Hartigia etorofensis Takeuchi, 1955
- Hartigia fasciata (Cresson, 1880)
- Hartigia helleri (Taschenberg, 1871)
- Hartigia kamijoi Shinohara, 1999
- Hartigia linearis (Schrank, 1781)
- Hartigia mexicana (Guérin, 1844)
- Hartigia minuta Wei & Nie, 1997
- Hartigia nigra (M. Harris, 1779)
- Hartigia nigrata (Dovnar-Zapolskij, 1931)
- Hartigia nigrita (Forsius, 1918)
- Hartigia nigrotibialis Wei & Nie, 1997
- Hartigia pyrrha Zhelochovtsev, 1968
- Hartigia riesi D.R. Smith, 1986
- Hartigia sibiricola (Jakowlew, 1891)
- Hartigia simulator (Kokujev, 1910)
- Hartigia stackelbergi (Gussakovskij, 1945)
- Hartigia stigmaticalis Wei & Nie, 1996
- Hartigia trimaculata (Say, 1824)
- Hartigia viator (F. Smith, 1874)
- Hartigia xanthostoma (Eversmann, 1847)
- Hartigia zhengi Wei & Nie, 1996